# 別処山古墳
別処山古墳（べっしょやまこふん）は、栃木県下野市絹板（きぬいた）にある古墳。形状は前方後円墳。史跡指定はされていない。石室内出土遺物は栃木県指定有形文化財に指定されている。

## 概要

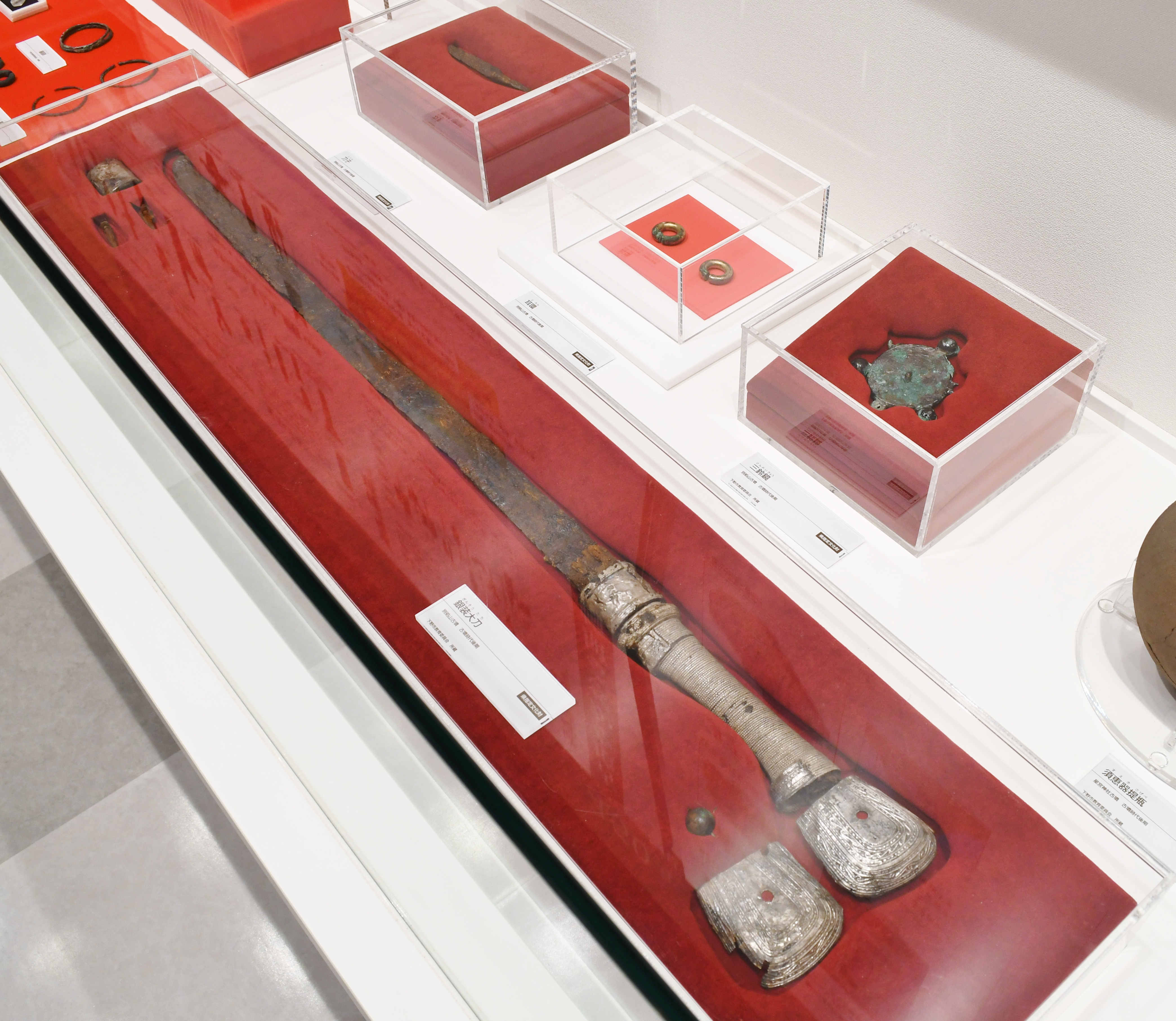
出土品（栃木県指定文化財）しもつけ風土記の丘資料館展示。

栃木県南部、田川西岸の舌状台地上に築造された古墳である。1985-1986年（昭和60-61年）の別処山公園造成工事の際に大きく削平を受け、その際に発掘調査が実施されている。
墳形は前方後円形で、前方部を西方向に向ける。墳丘表面では円筒埴輪・形象埴輪（人物埴輪など）が検出されている。埋葬施設は後円部中央における片袖式横穴式石室で、南方向に開口する。川原石の小口積みによって構築され、長さ3.3メートル・幅1.2メートル・高さ1.4メートルを測る。石室内は未盗掘であり、人骨片（壮年期男性）のほか、副葬品として銀装円頭大刀・三鈴鏡・耳環3・鉄鏃9・刀子2などが検出されている。特に銀装円頭大刀は朝鮮半島との関係が想定される優品であり、三鈴鏡も類例のない珍品として注目される。築造時期は、古墳時代後期の6世紀後半頃と推定される。所在地域・規模の点では広域的首長墓というより地域首長墓に位置づけられるが、その地位にそぐわない優れた副葬品を有する点で特異な例として注目される。
石室内出土遺物は2008年（平成20年）に栃木県指定有形文化財に指定された。現在は墳丘復元を伴う史跡整備のうえで別処山公園内で公開されているが、石室内への立ち入りは制限されている。

## 遺跡歴
- 1985-1986年（昭和60-61年）、別処山公園の造成工事に伴う発掘調査（南河内町教育委員会、1992年に報告書刊行）。
- 2008年（平成20年）8月22日、石室内出土遺物が栃木県指定有形文化財に指定[3]。

## 文化財

### 栃木県指定文化財
- 有形文化財
  - 別処山古墳石室内出土遺物 16点（考古資料） - 明細は以下。2008年（平成20年）8月22日指定[3][2]。
    - 銀装円頭大刀 1口
    - 三鈴鏡 1面
    - 耳環 3点
    - 鉄鏃 9本
    - 刀子 2点

## 関連施設
- しもつけ風土記の丘資料館（下野市国分寺） - 別処山古墳の出土品等を保管・展示。

## 関連文献
（記事執筆に使用していない関連文献）
- 『別処山古墳（南河内町埋蔵文化財調査報告書 第6集）』南河内町教育委員会、1992年。